# Neobisium peruni
Espèce
Neobisium peruni est une espèce de pseudoscorpions de la famille des Neobisiidae.

## Distribution
Cette espèce est endémique de Croatie. Elle se rencontre à Makarska dans la grotte Sonjina Jama.

## Publication originale
- Ćurčić, 1988 : Cave dwelling pseudoscorpions of the Dinaric Karst. Slovenska Akademija Znanosti in Umetnosti Razred za Naravoslovne Vede Dela, no 26, p. 1-191.